# The Wood
The Wood est une banlieue de la cité de Nelson située dans l’Île du Sud de la Nouvelle-Zélande.

## Situation
Elle est juste au nord-est du centre-ville et la jouxte.
La banlieue incorpore la Botanical Reserve, une section de la ceinture verte de Nelson qui comprend, entre autres, le centre géographique (trigonométrique) de la Nouvelle-Zélande, au niveau de Botanical Hill.
Les limites de la réserve comprennent le jardin botanique (en) vers l’est et le parc Branford (en) vers l’ouest.

## Installations
La banlieue a aussi quatre autres réserves publiques : Guppy Park, Neale Park, Peace Grove et Pepper Tree Park.

## Démographie
La zone statistique de The Wood couvre 1,16 km2.
Elle a une population estimée à 3 050 résidents en mars 2018 avec un densité de population de 2 629 personnes par km2. 
La localité de The Wood avait une population de 2 907 résidents lors du recensement de 2018 en Nouvelle-Zélande, en augmentation de 72 personnes (2,5 %) depuis le recensement de 2013 et une augmentation de 117 personnes (4,2 %) depuis le recensement de 2006. 
Il y avait 1 263 logements.
On comptait 1 371 hommes et 1 536 femmes donnant ainsi un sexe-ratio de 0,89 homme pour une femme. 
L’âge médian était de 50,2 ans (comparé aux 37,4 ans au niveau national), avec 360 personnes (12,4 %) âgées de moins de 15 ans, 450 personnes (15,5 %) âgées de 15 à 29 ans, 1 257 personnes (43,2 %) âgées de 30 à 64ans, et 837 personnes (28,8 %) âgées de 65 ans ou plus.
L’ethnicité était pour 85,8 % européenne/Pākehā, 9,1 % maorie, 1,8 % personnes du Pacifique, 8,6 % asiatiques et 2,7 % d’une autre ethnicité (le total peut faire plus de 100 % dans la mesure où une personne peut s’identifier de multiples ethnicités).
La proportion de personnes nées outre-mer était de 29,1 %, comparée avec les  27,1 % au niveau national.
Bien que certaines personnes objectent à donner leur religion, 51,0 % n’avaient aucune religion, 37,0 % étaient chrétiens, 0,8 % étaient hindouistes, 0,5 % étaient musulmans, 1,4 % étaient bouddhistes et 2,8 % avaient une autre religion.
Parmi ceux d’au moins 15 ans d’âge, 603 personnes (23,7 %) avait un niveau de bachelier ou un degré supérieur, et 483 personnes (19,0 %) n’avaient aucune qualification formelle. 
Le revenu médian était de 25 700 $, comparé avec les 31 800 $ au niveau national. 
Le statut d’emploi de ceux d’au moins 15 ans d’âge était pour 948 personnes (37,2 %) :employées à plein temps, 396 personnes (15,5 %) étaient employées à temps partiel et 72 personnes (2,8 %) étaient sans emploi .